# Різанина в Марікані

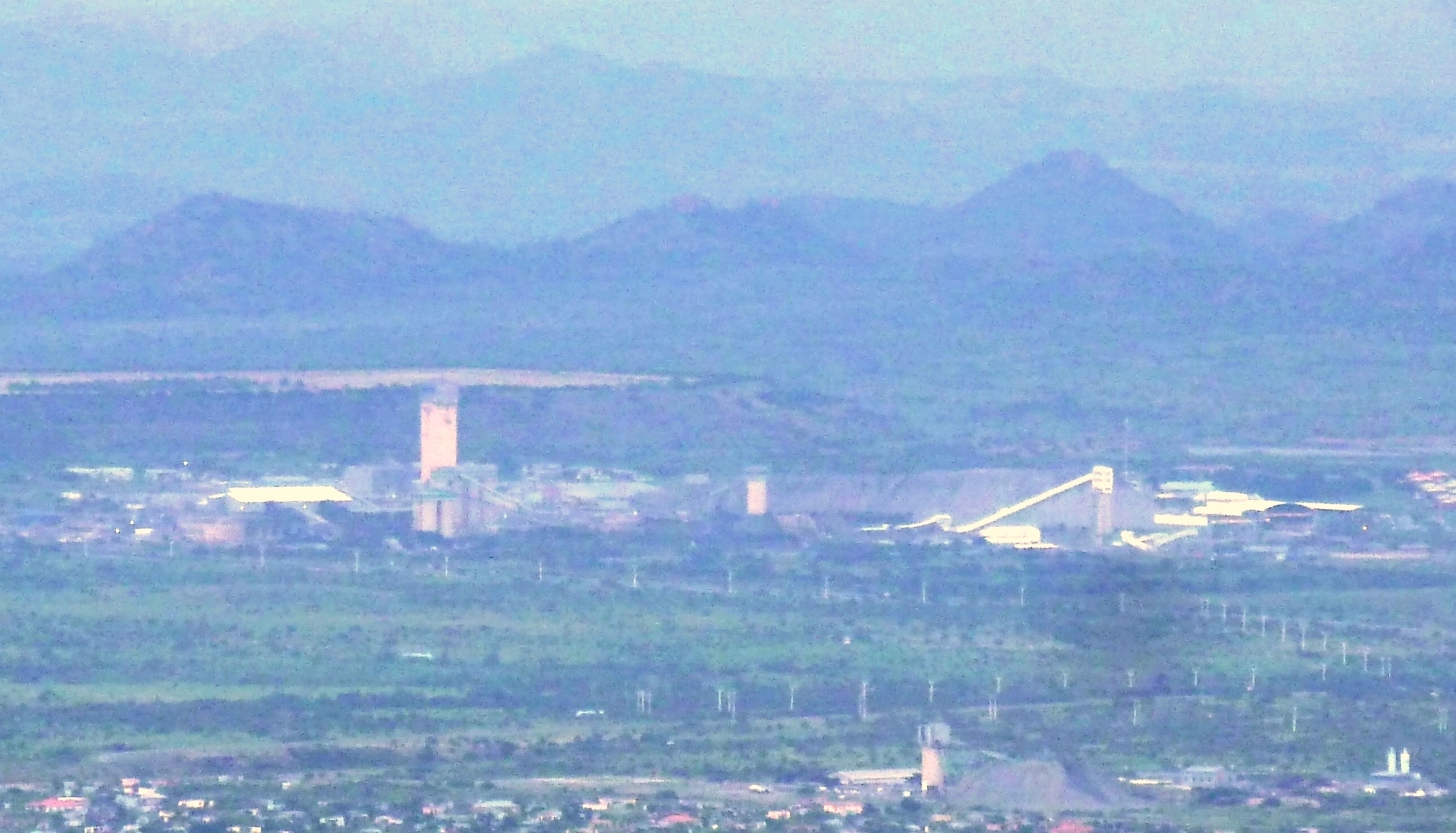
Платинова шахта Марікани

Різанина в Марікані (16 серпня 2012 року) — смертельне застосуванням зброї проти цивільних осіб у Південно-Африканській Республіці з 1976 року. Страйк відбувався з 10 серпня по 20 вересня 2012 року. Знімки в ЗМІ були описані як "різанина" та порівнювались з різаниною в Шарпевілі у 1960 році . Інцидент стався на 25-річчя загальнодержавного страйку шахтарів Південної Африки.
Вбивства відбувалися на двох локаціях, приблизно в 500 метрах один від одного, в кожному з яких 17 людей було смертельно поранено. Переважна більшість загиблих були вбиті із штурмової гвинтівки R5, яку використовувала Південноафриканська поліцейська служба (SAPS). Офіційно, 78 страйкуючих було поранено.
Страйк вважається важливою подією в історії сучасної Південної Африки, адже за ним послідували аналогічні страйки в інших шахтах ПАР. 2012 рік називається найбільш заповненим бастуваннями роком, з моменту закінчення епохи апартеїду.
Різанина в Марікані розпочалося як страйк на шахті, що належить компанії Lonmin в районі Марікана, недалеко від Рустенбурга, Південна Африка. Подія здобула міжнародну увагу після серії насильницьких інцидентів між Південноафриканською поліцейською службою, службою безпеки Lonmin та членами Національного союзу шахтарів (НСШ) з одного боку та самими нападниками з іншого. Повідомлялося, що перші випадки насильства почалися 11 серпня після того, як лідери Союзу Шахтарів відкрили вогонь по членах НСШ, які страйкували. Початкові повідомлення вказували на те, що цього дня поширюється думка, що два страйки загинули; однак згодом виявилося, що двоє нападників були важко поранені, але не загинули під час стрілянини з членів НСШ.
У проміжку з неділі 12 серпня по вівторок 14 серпня загинуло 10 людей, у тому числі 6 працівників шахти, 2 охоронці Lonmin та 2 члени SAPS. Вдень 13 серпня троє працівників шахти та двоє членів SAPS загинули в сутичці страйкарів та поліцейських. Решта 5 людей вважаються вбитими страйкуючими. В знак солідарності з шахтарями Lonmin, по всьому південноафриканському видобувному сектору пройшла хвиля невдоволень .

## Початок
Фонд Bench Marks стверджував: "Переваги видобутку не досягають робітників чи навколишніх громад. Відсутність можливостей працевлаштування для місцевої молоді, убогі умови життя, безробіття та зростаюча нерівність сприяють цьому безладу »  Він стверджував, що робітників експлуатували, і це було мотивацією до насильства. Фонд також критикував високі прибутки в порівнянні з низькою заробітною платою робітників. Міжнародна організація праці розкритикувала стан шахтарів, заявивши, що вони піддаються "різному небезпеці для безпеки: падіння гірських порід, потрапляння пилу, інтенсивного шуму, парів та високих температур". Міністр торгівлі та промисловості Роб Девіс описав умови в шахтах як "жахливі", і сказав, що власники, які "заробляють мільйони", мають відповісти на питання, як вони ставляться до своїх працівників. Пізніше Аль-Джазіра повідомляв, що умови на шахті призвели до "бурхливої напруги" внаслідок "гострих умов життя, союзницької конкуренції та незацікавленості компаній". У шахтах Марікани найбільше з металів видобувається платина.

## Перші протести
10 серпня 2012 року буровики розпочали страйк  з метою підвищення зарплати до 12 500 Південноафриканський ранд на місяць - цифри, яка була втричі більша за їх щомісячні зарплати (приблизно від 500 до 1500 доларів США).
Страйк стався на тлі антагонізму та насильства між Африканським національним конгресом - союзником Національного союзу шахтарів (НСШ), та його противником - Асоціацією шахтарського та будівельного союзу (АШБС). За словами оглядача Guardian, Національний союз шахтарів був тісно пов'язаний з правлячою партією ANC, але втратив свої організаційні права на шахті після того, як її членство впало з 66% до 49%, і його керівництво почало сприйматись як "занадто близьке" до управління.

## Мирні протести та сутички
10 серпня на платинній шахті Марікана, поблизу Рустенбурга, 3000 робочих покинули свої місця після того, як Lonmin не зустрівся з працівниками. 11 серпня лідери НСШ відкрито засудили страйкарів, членів НУМ. Вбивство двох шахтарів, як повідомлялося в південноафриканських ЗМІ, стало центральною причиною зриву довіри до профспілки серед робітників. Незважаючи на попередні суперечливі повідомлення, сутички 11 серпня зараз визнані першими випадками насильства під час страйку.
У період з 12 по 14 серпня в районі навколо Марікана було вбито приблизно дев'ять людей. Існують суперечливі повідомлення про те, хто кого вбив за ці дати. Однак, принаймні, чотири шахтарі, два працівники міліції та два охоронці загинули за цей час. Під час Фарламської комісії, адвокат Асоціації шахтарського та будівельного союзу звинуватив Lonmin в змові з поліцією у вбивстві двох шахтарів під час дороги назад від офісів Lonmin 13 серпня, після чого двоє поліцейських також були вбиті.
Перед перестрілками капітан SAPS Денніс Адріао сказав наступне: "Ми намагалися протягом декількох днів вести переговори з лідерами та тими, хто зібрався на шахті. Наша мета - змусити людей здати зброю та розійтися мирним шляхом."  Однак, подання до Фарламської комісії суперечить цьому, звинувачуючи поліцію у тому, що вони не змогли домовитись із страйкарями та в участі у мстивих вбивствах шахтарів.
Колишній лідер профспілки - Сиріл Рамафоса, зі своєї посади в раді Лонгона, міг би домовитись про перемовини, навіть для вигоди робітникам. Натомість - як стверджує Фарламське розслідування, - він відстоював те, що поліція повинна зайти на територію шахти. У посланні колегам-директорам він написав: "Страшні події, що розгорнулися, не можна характеризувати, як трудовий спір. Вони явно підступні злочинці і повинні бути охарактеризовані як такі. . . Для вирішення цієї ситуації необхідні супутні дії ".
Представник Асоціації шахтарського та будівельного союзу Джозеф Матунгва стверджував, що протести відбуваються через низьку зарплатню:« До тих пір, як боси і вище керівництво отримують великі чеки, це добре для них. А ці працівники приречені на бідність протягом життя. Після 18 років демократії, шахтарі все ще заробляють 3 000 [південноафриканський ранд - приблизно $ 360] в тих суворих умовах під землею. " 

## Різанина 16 серпня
Вдень, 16 серпня, члени елітного спецпідрозділу Південноафриканської служби поліції  відкрили вогонь із штурмових гвинтівки по групі страйкарів. За лічені хвилини загинули 34 шахтарі, а щонайменше 78 було поранено. Цей інцидент був найбільш смертельним застосуванням сили Південноафриканськими силами безпеки проти мирних жителів з моменту розправи в Шарпевіллі ще за епохи апартеїду.

### Попередні теорії
Кадри з декількох різних кутів показують, що поліція зміщувала страйкарів на невелику територію. Групи страйкарів почали співати пісні та йшли до офіцерів SAPS. Поліція почала стріляти сльозоточивим газом та гумовими кулями. Щонайменше одна людина з групи страйкарів стріляла в поліцію з пістолета. Вони або піддалися паніці, або навмисно спровокували поліцейських, через що розпочалася стрілянина.

### Твердження протестувальників
Через рік після інциденту огляд реакції поліції вказав на наступне: 
 Мабуть, найважливіший урок Марікани - це те, що держава може стріляти у десятки чорношкірих працівників з невеликим або відсутнім відхиленням від «громадянського суспільства», судової системи або  інституцій, які нібито становлять основу демократії. Натомість ми маємо далекоглядну Фарламську комісію та її очевидну спробу очистити роль держави в різанині та запобігти будь-якому реальному розслідуванню дій поліції в цей день. Іншими словами, держава може ухилитись від масових вбивств, маючи явну безкарність з точки зору інституційних концепцій справедливості та політичної підзвітності. 

### Твердження поліцейських
Служба поліції Південної Африки заявила, що шахтарі відмовилися від прохання роззброїтись та напали на них різною зброєю, включаючи вогнепальну зброю, узяту у двох поліцейських, вбитих на початку тижня. Комісар поліції Південної Африки Мангваші Вікторія Фієга заявила, що 500 сильних поліцейських піддалися атакам озброєних нападників, заявивши, що "бойова група штурмувала до поліції стрілянину з пострілів та носіння небезпечної зброї".
На наступний день після розстрілу уповноважений поліції Фієга оприлюднив заяву, в якій детально проаналізував зусилля, які вжила поліція для запобігання загрозі насильницького припинення протистояння. У заяві Комісар Фієга стверджує, що SAPS неодноразово з початку тижня намагався домовитись про мирне припинення страйку. Уповноважений Фієга також стверджує, що SAPS почав отримувати інформацію про те, що натовп не має наміру залишатись мирним шляхом і що бурхлива реакція шахтарів - це ймовірний результат. У цей момент уповноважений Фієга стверджує, що докладалися зусилля для посилення оборонних заходів та заходів контролю натовпу, шляхом розгортання концертних дротяних барикад та використання водяних гармат, гумових куль, світлозвукових гранат та сльозогінного газу, щоб розбити страйкарів та загнати їх у область, де вони могли б краще контролювати їх. Саме в цей момент уповноважений Фієга стверджує, що зусилля, спрямовані на контроль над ситуацією, не вдалися, а шахтарі виявилися жорстокими, бо почали атакувати членів SAPS. Комісар Фієга стверджує, що члени SAPS, які були безпосередньо на шляху нападу, рухалися назад оборонним шляхом аж до моменту, коли їх безпеці почала загрожувати небезпека, і тоді вони отримали право використовувати максимальну силу, щоб зупинити напад і захистити себе. Уповноважений Фієга заявив, що SAPS діяла добре в межах свого законодавчого мандату, як це визначено у розділі 205 Конституції Південної Африки.
Адвокат поліції Ізмаїл Семеня під час офіційного розслідування розповів про масштаби розстрілу, коли 6 листопада 2012 року він заявив, що "Не більш, ніж 100 одиниць зброї було використано 16 серпня. Якщо комісія розслідує законність поведінки поліції, то ми можемо викликати 100 свідків ".

### Твердження очевидців та журналістів
Аль-Джазіра повідомляв, що міліціонери в бронетехніці та з водяними гарматами змусили нападників потрапити в район, оточений колючою стрічкою, на якій почалася стрілянина.
Грег Маринович оглянув місце події та встановив, що більшість жертв були розстріляні за 300 метрів від поліцейських ліній". Він стверджує, що деякі з потерпілих "здається, були застрелені з близької відстані або збиті поліцейськими машинами". Завдяки місцевому рельєфу, вони повинні були бути відстріляні з близької відстані. В околицях було знайдено небагато куль, що свідчить про те, що вони не загинули під градом куль. Маринович робить висновок, що "цьому репортерові стає зрозуміло, що важко озброєні поліцейські холоднокровно полювали і вбивали шахтарів".
Соутетан повідомив, що страйкарі-шахтарі, здається, стріляли в поліцію, хоча група, яка просунулася до поліції, здавалося, "мирно збирається".  Журналіст The Star Полоко Тау заявив, що поліція стверджує, що спершу в них почали стріляти, але журналіст цього не бачив.
The Times повідомляв, що поліція не використовувала бойові боєприпаси, поки один з страйкарів не почав обстрілювати їх з рушниці.
Сифіве Сібеко, фотограф порталу Reuters, заявив, що бачив, як мінімум один із протестувальників стріляв з пістолета до того, як поліція відкрила вогонь.
Страйкуючі шахтарі зібралися 16 серпня на сусідній горі Нканенг та були озброєні списами, пангами (великими ножами, схожими на мачете ) та палицями. До них приєдналася велика група жінок, що не працювали на шахті, деякі були озброєні палицями. На місці подій було знайдено шість одиниць зброї, одна з яких належала поліцейському, який "був побитий до смерті" раніше під час страйку.

## Подальші протести
На наступний день після розстрілів група дружин шахтарів протестувала співом та скандуванням гасел та пісень часів боротьби проти апартеїду. Вони заперечували, що страйкарі шахтарі почали стріляти першими, наполягали, що страйк стосувався зарплат і вимагали звільнити з посад поліцейських, відповідальних за стрілянину.
Більшість із приблизно 28 000 працівників шахти не вийшли на роботу в понеділок, 20 серпня, незважаючи на заяву про те, що ті можуть бути звільнені. Однак прес-секретар компанії Lonmin заявив, що 27% працівників були на роботі. Головний фінансовий директор Lonmin, Саймон Скотт, заявив, що "нікого не попросять звітувати про виконання службових обов'язків, якщо поліція вважатиме їх загрозою репресій". 5 вересня понад 1000 страйкарів шахтарів знову протестували на шахті і повторили свої вимоги щодо підвищення зарплати. На шахті знаходилися десятки поліцейських, а над протестувальниками завис гелікоптер.
Незважаючи на домовленість між Національним союзом шахтарів та шахтою, більшість із 3000 страйкарів членів Асоціації шахтарського та будівельного союзу продовжували не виходити на роботу. Генеральний секретар Національного союзу шахтарів Франс Балені заявив, що " високий рівень працюючих шахтарів " зупинив повернення інших до роботи. «Робітники все ще лякаються. Існували погрози, що у тих, хто будуть звітувати про чергування, згорять будинки. Деякі працівники також відчувають загрозу в своїх керівниках. Мир насправді не панував на цьому етапі, що є основною причиною, чому працівники залишаються осторонь »  11 вересня, коли минув ще один термін повернення до роботи, працівники продовжували протесту солідарності. Після обіцянки президента Якоба Зуми припинити протести, на шахті 14 вересня було помічено військових та бронетехніку. Наступного дня демонстрації стали жорстокими, бо страйкарі відмовилися здавати свої мачете, палиці та пістолети. Тоді поліція обстріляла їх сльозогінний газом . 17 вересня поліція зупинила ще один марш. У той же час COSATU проводив свій щорічний конгрес з цим питанням у центрі порядку денного.

## Інші протести
У Кейптауні відбувся невеликий протест перед парламентом.      Ще дві шахти, після різанини, мали схожі акції протесту, вимагаючи збільшення заробітної плати на 300%. На місцях була присутня поліція на випадок насильства та запобігання ескалації страйків. Прем'єр-міністр провінції Північно-Західної країни Танді Модіз попередив про поширення протестів, якщо не буде вирішено проблему зі зростанням нерівності. Того ж дня Яків Зума відвідав шахту Марікана.
4 вересня на шахті "Золоті поля", що за межами Йоганнесбурга,  також відбулися акції протесту працівників шахти. Ніл Фронеман, генеральний директор Gold One International, заявив, що керівництво викликало поліцію для розгону протестуючих. Внаслідок сутичок, у яких транспорт, що перевозив інших людей на роботу, було закинуто камінням, поліція застосувала сльозогінний газ та гумові кулі, через що постраждали чотири людини. Фронеман сказав: "Наша охорона повинна була втрутитися, вони застосовували гумові кулі, а поліція використовувала гумові кулі та сльозогінний газ. Четверо людей отримали легкі поранення - їх всіх відпустили з лікарні ". Однак прес-секретар поліції Пінкі Ціняне заявив, що один із постраждалих працівників перебував у критичному стані; він додав, що четверо інших були заарештовані за громадське насильство. Речник компанії Свен Лунше також зазначив, що близько 12 000 працівників «Золотих полів» "продовжують брати участь у незаконному та незахищеному страйку", який розпочався 28 серпня і, за його словами, став результатом внутрішньої суперечки між місцевою спілкою керівники та члени  Національного союзу шахтарів. Коли протести солідарності поширилися на інші шахти, Джуліус Малема виступив на мітингу на шахті "Золоті поля", де більшість із 15 000 робітників страйкували. Він сказав: "Страйк по Марікані повинен перейти у всі шахти. 12,500 Ранд - реальність. Вони повинні знати, шахтові боси, що, якщо вони не задовольнять ваші вимоги, ми будемо страйкувати кожен місяць протягом п'яти днів, вимагаючи 12 500 Ранд. "  Оскільки того ж дня на шахті Марікани було знайдено тіло людини, яку побили до смерті, Малема також закликав до загальнодержавного страйку шахтарів. 16 вересня близько 1000 шахтарів у Рустенбурзі організували марш солідарності з шахтарями Марікани, які виступали у попередній день. Однак, коли ця група зверталася за дозволом на демонстрацію проти жорстокості поліції, їх оточили поліцейські вертольоти, що призвело до розбіжності шахтарів.
19 вересня, в той самий день, коли було оголошено резолюцію про страйк в Марікана, працівники Anglo American Platinum влаштували страйк, вимагаючи подібної пропозиції на шахті в Рустенбурзі. Маметлве Себей, представник громади, заявив у відповідь на протести, що у шахти "настрій тут піднесений, дуже святковий. Перемога на виду. Робітники відзначають Лонмін як перемогу ". По словах прес-секретаря поліції Денніса Адріао, страйкуючі носили традиційну зброю, таку як списи та мачете, перед тим як її розігнали поліцейські за допомогою сльозогінного газу, оглушальних гранат та гумових куль. Єпископ Центральної методистської церкви Пол Веррі сказав, що одна жінка, яку вразила куля, загинула. У той же час, неназваний організатор об'єднання протестувальників працівників та будівельного союзу протестів на Impala Platinum сказав: "Ми хочемо, щоб керівництво зустрічалося і з нами. Ми хочемо 9000 рандів на місяць основної заробітної плати замість приблизно 5000 рандів, які ми отримуємо ". Англо-американська платина тоді заявила у заяві, що: "Англо-американська платина повідомила своїм працівникам вимогу повернутися до роботи в нічну зміну в четвер 20 вересня.
Хвиля страйків пройшла по всьому південноафриканському гірничорудному сектору. Станом на початок жовтня, аналітики підрахували, що страйкувало приблизно 75 000 шахтарів з різних золотих і платинових шахт та компаній по всій Південній Африці, але більшість з них незаконно.  5 жовтня 2012 року Anglo American Platinum - найбільший у світі виробник платини - заявив про звільнення 12 000 людей. Компанія стверджувала, що зробить це через втрати 39 000 унцій випуску - або 700 мільйонів рандів (82,3 мільйона доларів США; 51 мільйон фунтів) доходу. Молодіжна ліга ANC висловила невдоволення діями компанії та пообіцяла бути солідарними із звільненими: 
Ця акція демонструє бездушність компанії ..., яка отримала астрономічні прибутки на крові, поті та сльозах тих самих працівників, яких сьогодні компанія може просто безкарно звільнити. "Amplats" - це ганьба і розчарування для країни загалом, демонстрація білого монопольного капіталу і того, що компанії все одно на становище бідних.
Reuters описало цей крок як "велику спробу світового виробника платини відсторонитися від хвилі незаконних зупинок, що проносяться через гірничий сектор країни та за її межами".  Оголошення викликало падіння курсу валюти Ранд. Очікувались, що ці події створять подальший політичний тиск на президента Якова Зуму перед обранням керівництва на ANC National Conference.

## Арешти
150 осіб із затриманих шахтарів заявили, що їх били, перебуваючи під вартою поліції. У середині вересня, коли поліція змісила працівників і ще п’ятьох шахтарів повернутися до роботи, вони арештували 22 страйкарів для продовження протесту.

## Посередництво
Міністр праці, Нелісіве Оліфант, 28 серпня намагалася сприяти угоді між сторонами для того, щоб завершити протести на засіданні, яке було призначене наступного дня. Однак, протестувальники повторювали їх початкові вимоги у 1200 рандів (грошова одиниця у ПАР) на місяць, що втричі перевищує поточну заробітну плату, зазначаючи, що вони пожертвували багатьом, аби погоджуватися на аби-які вимоги. Станом на 6 вересня зусилля посередництва знаходилися у безвихідному становищі. Пізніше Джозеф Матхунгва, президент Асоціації шахтарів та будівельних об’єднань, сказав: «Коли роботодавець буде готовий зробити пропозицію – ми будемо в їх розпорядженні», – оскільки він відхилив пропозицію про посередництво і пообіцяв продовжувати страйкувати поки вимоги шахтарів не будуть виконані.
Пізніше Джозеф Матхунгва, президент Асоціації шахтарів та будівельних об’єднань, сказав: «Коли роботодавець буде готовий зробити пропозицію – ми будемо в їх розпорядженні», – оскільки він відхилив пропозицію про посередництво і пообіцяв продовжувати страйкувати поки вимоги шахтарів не будуть виконані 

18 вересня, Джо Сеока, єпископ Південноафриканської Ради церков, який був посередником вирішення конфлікту, оголосив, що страйкарі-шахтарі прийняли 22-відсоткове підвищення заробітної плати, одноразову виплату у розмірі 2,000 рандів і повернуться до роботи 20 вересня. Однак, Національна спілка шахтарів, Асоціація шахтарів і будівництва та Союз Солідарності не робити жодної заяви у відповідь на цю пропозицію. У той час як представник шахтарів Золіса Бодлані заявила про цю угоду, що «це величезне досягнення. Жоден союз раніше не досягав 22% збільшення», Сью Вей з Лонміну заявила, що не надасть коментарів, оскільки угода ще не була підписана. Однак, Кріс Молебаці, який був членом оргкомітету для страйку сказав: «Кампанія триватиме. Ця кампанія спрямована на допомогу працівникам.  Люди загинули тут в Марікані. Щось потрібно зробити. Ця кампанія для того, щоб забезпечити справедливість для людей Марікани. Ми хочемо, щоб винуватців було зафіксовано, і дуже важливо, щоб правосуддя було зроблене тут. Це є нашим обов’язком і обов’язком цієї країни забезпечити справедливість, щоб ми могли переконатись, що ця країна є демократією і не допустити, щоб Південна Африка вийшла з ладу». Також він додав, що Кампанія солідарності Марікани має ще багато роботи щодо підтримки сімей жертв, надання консультацій проти ПТСР та нагляду за призначеною державою судовою комісією, яка забезпечить справедливість після насильства. Він також зазначив: 
 «Протягом минулого тижня людей забрала з дому та заарештувала поліція і людей було розстріляно. Нам потрібно забезпечити безпеку цих людей і допомогти зупинити поліцейські дії проти людей Марікани. Робота – величезна. Деякі люди все ще потребують медичної допомоги і ми також маємо спостерігати за умовами проживання працівників і громади загалом. Тоді тут виникає проблема безробіття жінок і високого рівня неграмотності. Нам потрібно допомогти реалізувати програми, щоб люди могли отримувати дохід, щоб вони могли користуватися прийнятним рівнем життя» 
 У той же час, аналітик “Nomura International” щодо резолюції заявив: «Головне занепокоєння полягає в тому, що 22% підвищення заробітної плати буде поширюватися на шахтову промисловість».
Однак, наступного дня підтвердження угоди надійшло від Лонмін та об’єднань. Уповноважений Комісії з питань примирення, посередництва та арбітражу Афзул Сообедаар сказав: «Ми досягти домовленості, над якою ми невтомно працювали», – і додав, що переговори були важким процесом, проте привітав всі сторони за відданість рішенню. Член делегації Національного союзу шахтарів, Ерік Гчіліцхана заявив, що з поверненням до роботи у Лонміні буде стабільність, коли Президент Асоціації шахтарів і будівництва, Джозеф Матхундва, видав в заяву у якій було написано: «Це можна було зробити, не втрачаючи життя». Речник Лонміну у Південній Африці, Еббі Кготл зазначив, що задоволений резолюцією після важких переговорів і що угода була присвячена загиблим. Остаточна резолюція спричинила роботу шахтарів на найнижчих глибинах, заробляючи між 9,611 рандів з минулих 8,164 (водій лебідки міг би заробити зараз 9,883 рандів у порівнянні з 8,931, а оператор з буріння заробив би 11,078 рандів у порівнянні з 9,063 рандів, а керівник виробничої групи – 13,022 рандів з минулих 11,818. Повернення до роботи 20 вересня співпало з останнім днем Конференції КОСАТУ в Мідленді, Йоганнесбург. У  той же час було повідомлено, що невідома кількість страйкарів покинули об’єднання, які раніше їх представляли.

## Правові питання
270 заарештованих шахтарів були спочатку звинувачені у «громадському насильстві». Однак, дане звинувачення пізніше було змінене на вбивство, незважаючи на те, що поліція розстріляла їх. Міністр юстиції, Джефф Радебе, заявив, що рішення «викликало шок, паніку та розгубленість. Я попросив виконуючого обов’язків Національного директора Публічного Переслідування (НДПП), адвоката Номкобо Джибу надати мені звіт, що пояснює обґрунтування такого рішення».
Основою притягнення до кримінальної відповідальності було вивчення про «спільну мету». Хоча і багато хто згадував, що доктрина раніше використовувалася урядом апартеїду. Професор Джейс Грант, доцент кафедри кримінального права в університеті Вітс, заявив: «…у той час, як загальна мета використовувалася та зловживалася під час апартеїду, так це була майже нашої всією правовою системою. Це надзвичайно важко відкинути, як застарілий закон апартеїду, коли він був затверджений у Конституційному суді у 2003 у справі S v Thebus. Конституційний суд схвалив вимоги загальної мети, викладені у справі S v Mgedezi, вирішеній в рамках апартеїду у 1989 році».
Юридичні представники 270 заарештованих шахтарів зявили, що їх тривале ув’язнення було «незаконним», оскільки розслідування, яке було створене Зумою, проводило спеціальне судове розслідування. Юридична фірма Maluleke, Msimang та Associates 30 серпня, заявивши, що вона подасть термінову заяву до Вищого суду про звільнення засудження, якщо він не накаже негайно їх звільнити. «Немислимо, що штат Південної Африки, головою якого ви є, і будь-який її представник громадськості, чиновники та громадяни, можуть щиро і чесно вірити або, навіть, підозрювати, що наші клієнти вбили своїх колег, а в деяких випадках і своїх власних робичів.» 
2 вересня Національна прокуратура оголосила, що скасує звинувачення у вбивстві проти 270 шахтарів. Після цього магістрат Ісав Бодігело повідомив своєму суду в Га-Ранкуві про скасування звинувачення. Одночасно було випущено першу партію з 270 заарештованих шахтарів. До 6 вересня другу партію із понад 100 затриманих було наказано відпустити.

### Офіційний запит
Президент Джейкоб Зума доручив розслідувати розстріл, колишньому судді апеляційного суду Іану Фарламу, і доручив "розслідувати питання громадського, національного та міжнародного рівня, що виникають внаслідок трагічних інцидентів на шахті Лонмін в Марікані". Слухання розпочнуться в Громадянському центрі Рустенбурга і будуть допитувати поліцію, шахтарів, лідерів профспілок, державних службовців та службовців Лонміна про їхню діяльність цього дня. Комісія мала б тривати чотири місяці, щоб заслухати докази та показання.
Комісія розпочала свою роботу 1 жовтня. Серед перших завдань було слухання двох представників шахтарів, які попросили перенести на два тижні, яке Фарлам відхилив. Він також здійснив особисту екскурсію по місцях протестів. У перший день він відвідав місце розстрілу, почувши експерта-криміналіста, який оглянув це місце, і сів біля коппі (пагорба), де шахтарі ховалися від поліції. На другий день він поїхав побачити гуртожитки шахтарів – в тому числі, де можуть проживати сім'ї та неформальне поселення.
Південноафриканським суддям, які проводили розслідування подій, було показано відео та фотографії шахтарів, які лежали мертвими в наручниках, а також деякі фотографії, на яких адвокат шахтарів стверджував, що вони свідчать, що зброя, наприклад мачете, була посаджена поліцією поруч загиблих гірників після їх розстрілу.
За словами аргументів АМКУ, Лонмін та пан Кірил Рамафоса визнали, що паралельно вивчали той факт, що попит на підвищення заробітної плати повинен бути здійснений відповідно до плану надзвичайних ситуацій.

## Загальна реакція
Під час поїздки до штаб-квартири Європейського Союзу в Бельгії 18 вересня президент Зума намагався запевнити інвесторів, що, все-таки "ми вважали інцидент Марікани нещасливим. Ніхто не очікував такої події". Він також зазначив, що Південна Африка вирішує конфлікт. Президент Європейської ради Герман ван Ромпей заявив: "Події на шахті Марікани були трагедією, і я вітаю судову слідчу комісію, створену президентом Зумою", при цьому він зазначив зростаючий вплив Південної Африки. Він також зустрівся з президентом Європейської комісії Жозе Мануелем Барозу. Тим часом, Комісар з питань торгівлі ЄС Карел Де Гухт сказав: "Я розумію, що це соціальний конфлікт, це повністю в межах сфери законодавства Південної Африки та політичної системи Південної Африки. Але ми ... глибоко стурбовані фактом цих усіх мертвих жертв.
Страйки, як зазначається пізніше, були наслідком нерівності в південноафриканському суспільстві 

## Реакція на стрілянину

### Південна Африка

#### Уряд
Президент Джейкоб Зума, який був учасником регіонального саміту в Мозамбіку під час зйомок 16 серпня, висловив  «шок і побоювання» від насильства та закликав профспілки працювати з урядом, щоб « «ув’язнити» ситуацію, поки вона не вийшла з-під контролю» [89]. На наступний день після розстрілів Джейкоб Зума виїхав до місця розстрілів і наказав сформувати слідчу комісію, сказавши: "Сьогодні це не привід для звинувачення, тицяння пальцями чи докори". Зума також оголосив тиждень національного трауру за вбитими страйкарями.
Комісар національної поліції Мангваші Вікторія Фієга, колишня соціальна працівниця, яка була призначена на 13 червня, заявила, що поліція діяла в самозахисті, кажучи: "Це не час звинувачення та осуду. Це час для суму". Фієга представила аерофотозйомку подій, які, за її словами, продемонстрували, що страйкарі просунулися на 500 сильних поліцейських, перш ніж вони відкрили вогонь.
Міністерство безпеки та охорони оприлюднило заяву, що читати під час протестування є законним, "ці права не означають, що люди повинні бути варварськими, залякувати та проводити незаконні збори". Міністерство захищало дії поліції, заявивши, що це ситуація, коли люди були сильно озброєні та напали.
Незалежна слідча дирекція поліції Південної Африки (НСДП) оголосила розслідування дій поліції загиблих: "Слідство намагатиметься встановити, чи була поліцейська акція пропорційною загрозі, яку становлять шахтарі. Розслідування ще надто «раннє», щоб встановити реальні факти навколо цієї трагедії ".
21 серпня міністр оборони Носівіве Нолутхандо Маписа-Нікулала став першим урядовим чиновником Південної Африки, який вибачився за стрілянину і попросив пробачення у розлючених шахтарів, які тримали до неї пластикові пакети кульових обшивок. "Ми погоджуємось, як ви бачите, що ми стоїмо перед вами тут, що в цьому місці пролилася кров. Ми погоджуємось, що це не було нам до вподоби, і я, як представник уряду, вибачаюсь ... Благаю, я благаю і вибачаюсь, нехай ви знайдете прощення в своїх серцях ".

#### Опозиційні партії тапозаурядові політики
Опозиційний Демократичний Альянс розкритикував дії поліції.
Джуліус Малема –  колишній лідер молодіжного крила АНК, відсторонений від партії за чотири місяці до інциденту – відвідав місце зйомок і закликав Зуму подати у відставку, заявивши: "Як він може закликати людей оплакувати тих, кого він убив? Він повинен відступити." Він також сказав: 
Відповідальний президент каже поліції, що вони повинні дотримуватися порядку, але будь ласка, будьте стриманими. Він каже їм використовувати максимальну силу. Він головував у вбивстві нашого народу, і тому він повинен відступити. Не тільки уряд апартеїду вбив деяких людей. Уряд не мав права стріляти. Ми повинні розкрити правду про те, що тут сталося. У зв'язку з цим я вирішив створити слідчу комісію. Дослідження дозволить нам зрозуміти справжню причину інциденту та отримати необхідні уроки. Зрозуміло, що за цими подіями стоїть щось серйозне, і саме тому я ухвалив рішення про створення комісії, бо треба дійти до правди. Це шокуюча річ. Ми не знаємо, звідки воно походить, і ми мусимо вирішити це.— - Джуліус Малема
Комуністична партія Південної Африки, яка перебуває в союзі з правлячими АНК та КОСАТУ, до яких належить НУМ, закликала арештувати лідерів АМКУ. АМКУ звинувачувала НУМ та поліцію та наполягала на тому, що, всупереч різним чуткам, союз не був приєднаний до жодної політичної партії. Франс Балені, генеральний секретар Національної спілки шахтарських робіт, захищав поліцейські дії на радіостанції "Кая FM", кажучи: "Поліція була терпляча, але ці люди були надзвичайно озброєні небезпечною зброєю".

#### Профспілки
Конгрес Південноафриканських профспілок, федерація профспілок, проти якої страйкарі виступають, підтримала поліцейський облік подій і заявила, що поліція спочатку використовувала сльозогінний газ та водяні гармати на шахтарях, які потім відповіли "живими боєприпасами ".
Прес-секретар Національної спілки робітників з питань освіти, охорони здоров’я та союзників Сизве Памла сказав після трагедії: "Це жорстоке і безглузде вбивство робітників плачевне і непотрібне. Наш союз вважає, що Лонмін повинен бути відповідальним за цю трагедію. Ми також вимагаємо розслідування щодо цієї трагедії роль трудових посередників. Також потрібно вирішити питання оплати праці та умов праці шахтарів, оскільки цим гірничим компаніям вже давно дозволяється піти від вбивства. Наша поліцейська служба прийняла і удосконалила апартеїд тактику і мілітаризацію служби, а також заохочувало застосування сили для вирішення суперечок та конфліктів. Тактику та навчання поліції необхідно переглянути у світлі розстрілу в четвер. Профспілка вимагає, щоб усіх поліцейських, які займаються протестами, навчали дисципліновано контролювати протестантів. Ми не можемо дозволити собі, щоб у новому розпорядженні була поліція, яка вбиває протестантів»
Виступаючи на брифінгу в Сендтоні після протистояння, президент АМКУ Джозеф Матхундва заявив, що керівництво відмовилося від зобов'язань, які було докладено до шахтарів на початку тижня, заявляючи, що розстрілів можна було б уникнути, якби керівництво виконало свої зобов'язання перед працівниками. Матхундва представив два документи, що свідчать про те, що управління шахтами дійсно взяло на себе зобов’язання шахтарів, їхні скарги будуть розглядатися, але відновлюватися, спричиняючи насильство. "Керівництво могло б дотриматись своїх зобов'язань. Коли ви будете спокійно працювати, керівництво вирішить ваші скарги через профспілкові структури", –  заявив Матхундва, який зазначив, що намагався допомогти, хоча конфронтація не стосувалася його профспілки АСМУ. . "Це була боротьба членів НУМ з їхніми офісами. Це не має нічого спільного з АМКУ." Матхундва пояснив, що керівників АМКУ було закликано на місце втручання у протистояння між робітниками та шахтою як мирного посередника, навіть незважаючи на те, що ОСББ не представляє тих, хто бере участь у суперечці. "Я благав їх. Я сказав, що покиньте це місце, бо вони вас вб'ють", – сказав Матунджва, який згодом зірвався в сльозах.

#### Власник шахти
Власники шахт Лонмін виступили із заявою після розстрілів, в яких висловили жаль з приводу втрати людей, підкресливши відповідальність поліції за безпеку під час страйку та відмежовуючи насильство від промислового спору. Лонмін також сказав, що страйкарі повинні повернутися до роботи 20 серпня або, ймовірно, будуть звільнені. Саймон Скотт, виконувач обов'язків генерального директора Lonmin, після інциденту заявив, що компанії потрібно "відновити бренд Lonmin та відновити бренд платини". Робітники відхилили ультиматум компанії повернутися до роботи та пообіцяли продовжувати свої протести до тих пір, поки їх вимоги щодо підвищення заробітної плати не будуть виконані, оскільки це буде "образою" для загиблих. Тоді Лонмін продовжив термін на 24 години  бо Зума закликав термін жалоби 
Коли страйк розпочався, Лонмін припинив виробництво і заявив, що навряд чи виконає свої цілорічні вказівки щодо 750 000 унцій (приблизно 21,25 метричних тонн) платини. Лонмін заявив, що йому доведеться контролювати рівень банківської заборгованості через зрив  Можливість Lonmin рефінансувати свою заборгованість також була поставлена під сумнів.

#### Сім'ї протестувальників
Родини шахтарів розкритикували невдачу уряду скласти список загиблих через два дні після інциденту, залишивши багатьох у хвилюваннях, чи є зниклі члени їхніх сімей серед загиблих, поранених чи заарештованих під час інциденту 16 серпня.
Страйкарі та члени родини також звинувачують НУМ у починанні насильства, розстрілюючи страйкуючих 11 серпня.

#### Релігійні лідери
Делегація Національної міжконфесійної ради Південної Африки відвідала Марікану 21 серпня, щоб висловити співчуття та підтримку громаді. До складу делегації входили глава Церкви Реми, пастор Рей Макколі та католицький архієпископ Йоганнесбургу Буті Тлхагале та головний рабин Південної Африки Уоррен Голдштейн.

#### Інші
Директор Інституту демократії в Африці Пол Грехем запитав: "Чому південноафриканські поліцейські використовували живі боєприпаси та втручалися в місце злочину?" Директор також розкритикував незалежну слідчу комісію, заявивши: "Дуже прикро, що ті, хто призначається до складу слідчої комісії, включають міністрів кабінету. Вони не можуть бути незалежними і їм не будуть довіряти" 
Викладач Оксфордського університету з африканських досліджень та громадянин Південної Африки Джоні Штейнберг вважає, що рівень репресій, показаний поліцією, може бути ознакою того, що президент Джейкоб Зума намагається показати себе сильним та проектним авторитетом над країною та урядом, а потім. Внутрішнім партійним виборам АНК у грудні.

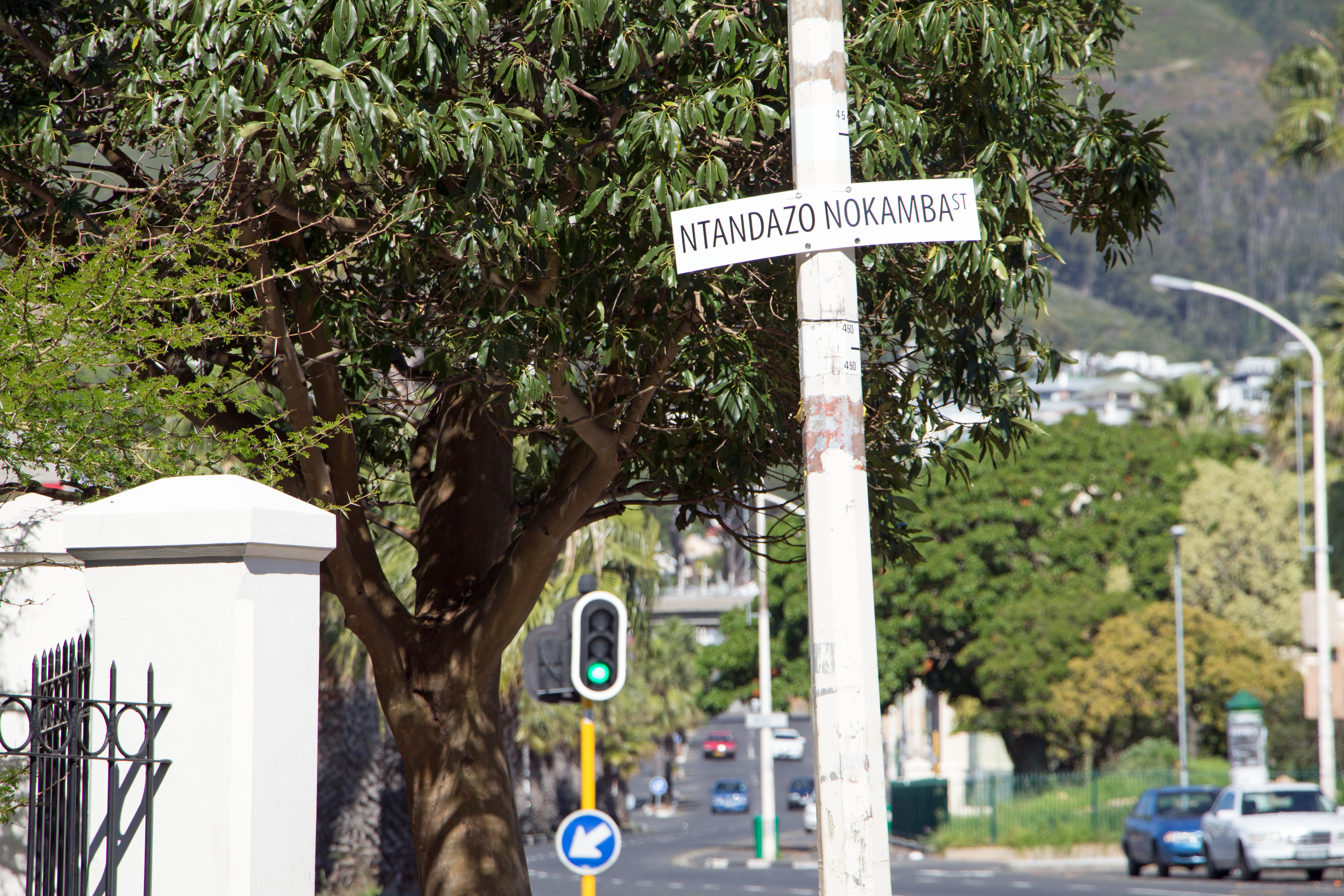
Протестне мистецтво в Кейптауні

### ЗМІ
Південноафриканські ЗМІ показали репортаж та фотографії з місця подій, а заголовки включали "Поле вбивства", "Шахтова різанина" та "Ванна крові".
Reuters описав інцидент як такий, що змусив Південну Африку поставити під сумнів "свою душу після апартеїду". Mining Weekly.com заявив, що вбивства завдадуть шкоди Південній Африці у плані інвестицій. Блумберг заявив, що сутички відображали занепокоєння через зростаючу різницю у рівні багатств між елітою країни та працівниками, такими як протестувальники. Аль-Джазіра запитав, чи може Зума протистояти суперечці; якщо зв'язок шахти з правлячою АНК становив "економічний апартеїд"; та чи може суперечка щодо стрілянини воскресити політичну кар’єру Юліуса Малема після його відсторонення від АНК.
Рехад Дезай зробив документальний фільм про події під назвою "Поранені шахтарі". Дезай отримав унікальну можливість зробити документальний фільм, бо знаходився на місці, коли відбувалася стрілянина. 52-хвилинний фільм містить відео зйомку подій, що були за тиждень до інциденту. Десай заявляв, що цей інцидент роз'їдає демократію і він побоюється, що нікого не притягнуть до відповідальності.

### Міжнародний
Фінансовий ринок платини
Після інциденту на світових товарних ринках зросли ціни на платину.
Політичні реакції
Заступник прес-секретаря президента США Джош Ернест заявив журналістам: "Американський народ сумує за трагічною втратою людей [на шахтах Лонміна] і висловлює співчуття сім'ям тих, хто втратив коханих у цьому інциденті". В Окленді протестувальники напали на Вищу Комісію Південної Африки з фарбовими бомбами.

## Реакції на резолюцію
Після вирішення конфлікту в Марікані, президент Джейкоб Зума висловив своє полегшення після критики з боку опозиційних партій та ЗМІ щодо того, що його уряд вирішив кризу. Суперництво союзу також розширилося, оскільки резолюція оголосила перемогу АМКУ над більшим НУМ. На фінансових ринках ціни акцій Lonmin спочатку зросли більш ніж на 9%, але пізніше знизилися, оскільки інвесторам стало відомо про додаткові витрати, які вплинули на заробітну плату, в той час як компанія боролася зі своїм фінансовим становищем та збитковою шахтою. 18 вересня ціни на платину зросли після падіння на 2,6%.

## Наслідки
The Guardian пише, що уряд Південно-Африканської республіки виділить близько 75 мільйонів доларів на компенсацію постраждалим у різанині в Марікані. «Сума у 1.17 мільярдів Ранд буде розподілена між постраждалими, що втратили фінансову підтримку та, звісно, загиблими» - повідомляє Наті Нлеко, представник поліції. Також портал повідомляє, що дані фінанси погасять 652 судових позивів сімей, чиї родичі були вбиті, шахтарів, які були травмовані, та тих, кого було протиправно заарештовано. Lonmin зобов’язався надати роботу вдовам померлих шахтарів та забезпечити сиріт освітою .
Компанія Lonmin, на території яких відбулася різанина, домовились з робітниками про підвищення зарплати робітників до 12.500 Ранд в місяць – саме ця сума виставлялась за умову під час страйків в Марікані 2012 року. Однак навколо компанії розгорівся скандал, через те, що вони зволікали з будівництвом будинків для постраждалих у різанині. Багато з сімей жили в умовах відсутності електрики та постійного постачання води .